# УБ-105
УБ-105 (рос. учебный боеприпас) — навчальний боєприпас калібру 105 мм призначений для використання разом з навчальною метальною установкою УМУ (рос. учебная метательная установка) у складі комплексу УКОВ-1 для імітації застосування дистанційних снарядів зі стійкими отруйними речовинами.

## Огляд
Боєприпаси мають вибивний та розривний заряди. Перший відповідальний за надання снаряду імпульсу для польоту на певну відстань. Другий спрацьовує через певну затримку та підриває снаряди на висоті 10-90 м від поверхні землі. Внаслідок спрацювання розривного заряду зі снаряду розпорошується отруйна речовина, якою відбувається зараження місцевості, техніки, живої сили.
Штатно снаряди споряджені речовиною УРФОВ-2 (рос. учебная рецептура), яка призначена для імітації застосування фосфорорганічної бойової отруйної речовини нервово-паралітичної дії VX.
Речовина УРФОВ-2 нетоксична, має світло коричневе забарвлення. Допускається зараження нею спорядження та обмундирування на особовому складі. Індикаторна плівка АП-1 виявляє дану речовину (з'являються такі саме плями, як і при наявності VX), а індикаторні трубки ИТ-44 та ИТ-55 — ні. Попри те, речовина має різкий неприємний запах (подібний запаху гнилої риби) та при потраплянні на шкіру може спричиняти хімічні опіки.
До складу УРФОВ-2 входить трибутилфосфат та триетаноламін в об'ємному співвідношенні 5:1 а також вода і продукти їхнього розкладу та взаємодії.
Допускається можливість додавання додаткових домішок (зокрема, хлоропікрину) для зміни навчальних умов.
У відкритій публікації 2021 року російські фахівці зазначили, що боєприпаси УБ-105 можна застосовувати з речовиною ИР-1 (рос. имитационный раствор №1) сильної подразнювальної дії для зараження повітря. Рецептура ИР-1 складається з 3,0-5,0 % розчину хлорацетофенону (речовина CN) у дизельному паливі або димній суміші № 1. Її пари мають сильну подразнювальну дію на слизову оболонку очей, а в крапельному та рідкому стані — на шкіру людини.

## Бойове застосування

### Російсько-українська війна
На 106-ій сесії Виконавчої ради ОЗХЗ в липні 2024 року Україна надала докази від Департаменту контррозвідки Служби безпеки України застосування російськими військами саморобних хімічних боєприпасів на основі УБ-105. Додаткові докази застосування російськими військовими даних боєприпасів були отримані із закритих груп у соціальних мережах.